# Molione christae
Molione christae là một loài nhện trong họ Theridiidae.
Loài này thuộc chi Molione. Molione christae được Hajime Yoshida miêu tả năm 2003.